# پنجه‌گرگ‌ویسان
پنجه‌گرگ‌ویسان (نام علمی: Lycopodiopsida) رده‌ای از گیاهان چندساله، خشکی‌زی یا اپی‌فیت با شاخه‌های کم و بیش مشخص و انشعاب‌های دوگانه‌اند. برگها کوچک و ساده، نبود یا دارای تنها یک رگبرگ و بدون لیگول می‌باشند. اعضای این رده جورهاگ بوده و هاگدان آنها در پای برگ ظاهر شده و مجموعاً به صورت خوشه یا سنبله به نظر می‌آیند.
پروتال زیرزمینی و اغلب ساپروفیت و همراه با میکوریزهاست. گیاهان این رده در یک راسته به نام پنجه‌گرگ‌سانان که از یک خانواده به نام پنجه‌گرگیان تشکیل یافته طبقه‌بندی می‌شوند. دو جنس لیکوپودیوم و مارزبان در این خانواده جای دارند. تاکنون هیچ‌یک از گیاهان متعلق به این رده در ایران شناخته نشده‌اند.

## ایزتوپسیدا
گیاهان چند ساله خشکی‌زی، آبزی یا اپی‌فیت هستند. ساقه‌های آنها با انشعابات دوگانه و راست یا گسترده در سطح زمین (مانند Selayginella) یا کوتاه و تکمه‌مانند (نظیر Isoetes) می‌باشند. در جنس سلاژنیلا برگ‌ها کوچک و به صورت میکروفیل‌های واجد یک رگبرگ میانی بدون انشعاب و دارای لیگول هستند. در جنس Isoetes برگ‌ها دراز و باریک، در قاعده قاشقی شکل و دارای لبه غشایی و لیگول دارند.
این گیاهان ناجورهاگ بوده و هاگدان‌ها در پای میکروفیلها قرار دارند. در جنس سلاژنیلا هاگدان‌ها و اسپوروفیل‌ها ایجاد استروبیل چهاروجهی نموده‌اند. اعضای این رده دو نوع پروتال ایجاد می‌کنند. پروتال حاصل از مگاسپور ایجاد آرکگون و پروتال حاصل از میکروسپور ایجاد آنتریدی می‌نمایند. همواره فقط یکی از آرکگون‌های حاصل در پروتال ماده تلقیح و ایجاد زیگوت می‌نمایند.